# Grube Morgenstern
Die Grube Morgenstern ist ein stillgelegtes, kleineres Eisenerzbergwerk an der Ostflanke des südlichen Salzgitter-Höhenzuges auf dem Gebiet von Döhren (historisch: Klein Döhren), Gemeinde Liebenburg im Landkreis Goslar (Niedersachsen). Die Bergwerksanlagen befinden sich unmittelbar an der Straße vom Goslarer Stadtteil Hahndorf nach Döhren in der Nähe der sogenannten Ohlei.
Die zuletzt durch die Barbara Erzbergbau AG betriebene Grube baute zwischen 1938 und 1963 eine Trümmererzlagerstätte der Unterkreide im Tage- und Tiefbau ab und gehörte zum Peine-Salzgitter-Revier.
Nach der Stilllegung diente der ehemalige Tagebau der Grube einige Jahre als Hausmüll- und Bauschuttdeponie.

## Geologie

### Die Entstehung der Erzlager der Grube Morgenstern
Die Entstehung der Lager verlief wie die der übrigen Lagerstätten im Raum Salzgitter: Im Bereich des Salzgitter-Höhenzuges befand sich die Küstenlinie des Unterkreide-Meeres. In der Umgebung verwesender Meeresorganismen konnten im Wasser gelöste Eisenverbindungen besonders gut ausfällen und bildeten sogenannte Toneisenstein-Geoden. Diese wurden durch die Meeresbrandung bevorzugt in natürlichen Senken in Küstennähe abgelagert. Durch Verwitterungsprozesse nach Rückzug des Wassers zerfielen sie in zahlreiche Trümmer. Bei nachfolgenden Überflutungen wurden an gleicher Stelle Eisen-Oolithe abgelagert. Die so entstandenen ursprünglich flachen Lagerstätten (auch Erzkolke genannt) wurden im Verlauf der Jahrmillionen durch tektonische Prozesse und/oder aufsteigende Salzstöcke gestört und aufgerichtet.

### Geographische Lage und Ausdehnung
Das Erzlager der Grube liegt an der Ostflanke des Salzgitter-Höhenzuges. Es bildet die geologische Fortsetzung der westlich davon gelegenen Lagerstätte Georg-Friedrich und war ursprünglich über den abgetragenen Sattel von Döhrenhausen mit dieser verbunden. Die streichende Länge des Lagers beträgt 450 bis 500 Meter. Es fällt mit 27 gon nach Osten ein. Die Mächtigkeit des aus mehreren Schichten bestehenden Erzkörpers beträgt am Ausbiss 25 Meter, steigt zur Teufe auf 40 Meter an, um dann nach Süden auf 15 Meter abzunehmen. Von oben nach unten wird die Oberbank des Hauptlagers (1,5 bis 5,5 Meter stark) von einem tauben Sanderzlager (Hangendlager) und einem sandigen, schwach vererzten Tonmittel überdeckt. Nach einem Zwischenmittel liegt unter der Oberbank die 8,5 bis 21 Meter mächtige Unterbank, die durch Mergeltonsteine gegenüber dem Liegenden getrennt ist.

### Mineralogie
Das Erz der Grube Morgenstern bestand aus Brauneisen-Trümmern in einem sandig-tonigen Bindemittel. Die Korngröße nahm mit zunehmender Teufe zu. Die mittlere Zusammensetzung des Fördererzes betrug zwischen 25 und 30 % Fe, 26 bis 31 % SiO2, 9 bis 12 % Al2O3 und 3 bis 5 % CaO.

## Geschichte und Technik

### Vorgängerbergbau
Im Jahr 1845 schürfte der Bergmann Heinrich Christian Brand aus Bad Grund im Auftrag der Altenau-Lerbacher-Eisenhütte nach Eisenerzen und entdeckte dabei an der Ostflanke des Salzgitter-Höhenzuges bei Klein Döhren ein Erzlager. Erst nach langjährigen Verhandlungen wurde ihm am 22. März 1859 das Grubenfeld Morgenstern und ein Jahr später das Feld Consolidation verliehen. 1865 erwarb die Wilhelmshütte aus Bornum die Grubenfelder, die sie 1890 an die Carlshütte AG aus Delligsen veräußerte. Schließlich gelangten die Berechtsame nach Umwandlung in ein Geviertfeld von 2,2 km² 1909 in den Besitz der OHG Max Meyerstein aus Hannover, ohne dass es je zu einer Aufnahme eines Bergbaubetriebes kam. 1922 wurde die Gewerkschaft Morgenstern mit Sitz in Hannover gegründet und schließlich übernahm die Gewerkschaft Salzgitter 1935 die Gewinnungsrechte. Die Gewerkschaft Salzgitter wurde von den Rohstoffbetrieben der Vereinigten Stahlwerke AG (VESTAG), Dortmund gehalten.
Der früheste bergmännische Aufschluss des Lagers Morgenstern erfolgte in den Jahren 1923 bis 1925, als der von der Ilseder Hütte vorgetriebene Schroederstollen das Erzlager bei der Ohlei durchörterte.

### Aufnahme des Bergbaus und Betrieb der Grube Morgenstern 1937 bis 1963
Nachdem die nationalsozialistischen Machthaber im Rahmen ihres Vierjahresplanes Druck auf die deutschen Stahlkonzerne ausübten, begann die VESTAG auch im Feld Morgenstern mit Untersuchungs- und Aufschlussarbeiten. Zunächst wurden ab 1937 insgesamt 9 Untersuchungsbohrungen niedergebracht. Gleichzeitig untersuchte auch die Ilseder Hütte die Lagerstätte nördlich und südlich des Feldes der späteren Grube Morgenstern. Neben Bohrungen wurde hierzu 1938 ein 720 m langer Querschlag vom Schroederstollen aus nach Süden aufgefahren, die sogenannte Ohleistrecke.
Bereits 1938 wurde der Bergbau in einem Tagebau aufgenommen. Zur Anwendung kam hierbei der sogenannte Trichterbau, bei dem das Erz eine Böschung in eine Schrapperrinne hinuntergeschossen wurde. Der Schrapper förderte das Erz in Rolllöcher, aus denen es über die erste Tiefbausohle in Förderwagen abgezogen wurde. Nachdem von 1938 bis 1939 im Liegenden der Lagerstätte der Schacht Morgenstern abgeteuft wurde, wurde über diesen das Tagebauerz wieder zu Tage gehoben. Der Schacht besaß zunächst einen Holzausbau, war 2,3 Meter mal 4 Meter im Querschnitt und 185 Meter tief. An den Schacht Morgenstern wurden vier Tiefbausohlen (in 45, 85, 135 und 184 m Teufe) angesetzt und vorgerichtet. Zusätzlich bestanden im Erzlager mehrere tonnlägige Tagesaufhauen. Der untertägige Abbau begann 1941 im Magazinbau. Bei diesem Kammerbauverfahren blieb das losgeschossene Haufwerk bis zur vollständigen Auserzung in der Abbaukammer liegen und diente als Standfläche für die Hauer beim Bohren und Schießen. Anschließend wurde die Kammer über Rolllöcher am unteren Ende der Kammer und eine darunterliegende Schrapperstrecke leergezogen.
Über Tage entstanden von 1938 bis 1940 die notwendigen Tagesanlagen wie Waschkaue, Werkstätten, Schachthalle und Verwaltung, sowie eine Erzaufbereitung. In der Aufbereitung wurde das Fördererz in sogenannten Läuterwerken zu einem Konzentrat mit 34 bis 36 % Fe, 22 bis 23 % SiO2, 7 bis 7,5 % Al2O3 und etwa 4 % CaO angereichert. Zum Absetzen der schlammförmigen Berge diente ein Schlammteich. Verglichen mit ihren Schwestergruben und insbesondere mit den Gruben der Reichswerke im nördlichen Salzgitterrevier war die bauliche und maschinelle Ausrüstung der Grube Morgenstern eher bescheiden ausgelegt.
In den Jahren 1939 bis 1942 wurden im Jahr rund 50.000 Tonnen Erz von im Mittel 130 Bergleuten gefördert. 1943 wurden über 100.000 Tonnen produziert und 1944 erreichte das Bergwerk mit 184.000 Tonnen und fast 200 Beschäftigten einen vorläufigen Höhepunkt, da im Frühjahr 1945 infolge des Kriegsendes und der deutschen Kapitulation der Betrieb eingestellt werden musste.
Im Frühjahr 1946 wurde der Grubenbetrieb mit etwas über 100 Mann Belegschaft wieder aufgenommen. Zunächst mussten die Strecken vom eingespülten Schlamm befreit werden, da die Grube während des Stillstandes mangels Wasserhaltung ersoffen war. Von anfänglichen 60.000 Jahrestonnen stieg die Förderung in den ersten Nachkriegsjahren bis 1950 auf 220.000 Tonnen an. Trotz des Material- und Arbeitskräftemangels war dieses durch die große Nachfrage im Wiederaufbau begründet. 1949 wurde der Schacht Morgenstern auf 4 Meter mal 4 Meter Durchmesser vergrößert und ausgemauert.
Am 18. März 1953 übernahm die Barbara Erzbergbau GmbH mit Sitz in Siegen als Rechtsnachfolger der Rohstoffbetriebe der Vereinigten Stahlwerke das Bergwerk. Zu diesem Zeitpunkt betrug die Jahresförderung bereits weit über 300.000 Tonnen. 1954 waren die gewinnbaren Erzvorräte im Tagebau erschöpft und dieser wurde aufgelassen. Durch Rationalisierungsmaßnahmen im Untertagebau, besonders durch die Umstellung auf den schwebenden Weitungsbau konnte dieses jedoch völlig kompensiert werden. Im Jahr 1957 betrug die höchste je erreichte Förderung 372.400 Tonnen. Der personelle Höchststand lag 1954 bei 225 Bergleuten und danach wurde durch die fortschreitende Verbesserung und Zusammenfassung der Betriebsabläufe die Mannschaft stetig kleiner. So wurde 1956 die Aufbereitung stillgelegt und das Roherz über eine 3,3 km lange Lorenseilbahn zur Nachbargrube Fortuna in Groß Döhren transportiert, wo es der dortigen Aufbereitung zugeführt wurde.
Die deutsche eisenschaffende Industrie hatte in der zweiten Hälfte der 1950er Jahre einen hohen Bedarf an Rohstoffen. Andererseits gerieten die minderwertigeren Inlanderze, zu denen vor allem das saure und eisenarme Salzgittererz gehörte, durch Importe von Eisenerzen aus dem Ausland unter Druck. Deshalb wurde die Grube Morgenstern mit der Grube Fortuna im Jahr 1960 zum Verbundbergwerk Fortuna-Morgenstern zusammengelegt. Auf der neu aufgefahrenen 5. Tiefbausohle (Unterwerksbau) in 309 Metern unter Tage wurde Morgenstern über eine 3,7 km lange Verbindungsstrecke mit dem neuen Hauptförderschacht Fortuna 2 verbunden. Auf Fortuna wurde eine neue Zentralaufbereitung errichtet, die die Erze aller drei Gruben der Barbara im südlichen Salzgitterrevier verarbeitete. Die Förderung im Schacht Morgenstern wurde eingestellt. Als Betriebsabteilung von Fortuna wurden 1961 bis 1962 noch jeweils etwa 240.000 Tonnen im Feld Morgenstern abgebaut bis am 31. März 1963 aus wirtschaftlichen Gründen die Betriebseinstellung erfolgte. Der Schacht Morgenstern wurde 1964 verfüllt.

### Nachnutzung als Mülldeponie des Landkreises Goslar 1976 bis 1993
Bereits 1955 zur Betriebszeit des Bergwerkes soll im Tagebau ungeordnet Hausmüll abgelagert worden sein. Von 1963 bis 1968 nutzte das Ehepaar Florentz die ehemaligen Bergwerksanlagen als Entsorgungsbetrieb für Chemikalienabfälle. Dabei wurden Fässer und andere Gebinde unsachgemäß in den Tagebau gestürzt und sogar Flüssigkeiten dort direkt verklappt. Da sich die Betreiber 1968 das Leben nahmen, blieben die Details bis heute im Dunkeln. Aus Sicherheitsgründen ließ der Landkreis 1970 eine Umzäunung anlegen. Am 22. November 1970 ereignete sich im Fasslager innerhalb des Tagebaus ein Großbrand, der erst im Januar 1971 endgültig gelöscht werden konnte.
Trotz dieser Vorgeschichte ließ der Landkreis Goslar als kommunaler Entsorgungsträger 1972 die Eignung des ehemaligen Tagebaus Morgenstern als Hausmülldeponie prüfen. Nach entsprechenden positiven Gutachten von beauftragten Spezialisten pachtete der Landkreis Goslar das Gelände der Firma Florentz bzw. der Grube Morgenstern vom Land Niedersachsen. Nach Abschluss des Planfeststellungsverfahrens am 30. Januar 1976 begann der Landkreis mit der Herrichtung des Geländes und betrieb die Abfallentsorgungsanlage in Eigenwirtschaft bis zu Erschöpfung des Deponieraumes im Jahr 1993. Das kombinierte Gebäude der ehemaligen Schachtfördereinrichtungen und der Vorzerkleinerung diente hierbei als Betriebshof.
Seit Stilllegung der Deponie werden bis heute Nachsorgearbeiten in Form von Grundwasserüberwachungen durchgeführt. So wird unter anderem der Wasserstand im Schacht Fortuna 2 und in einem Tagesaufhauen der Grube Morgenstern monatlich gemessen.

## Heutiger Zustand

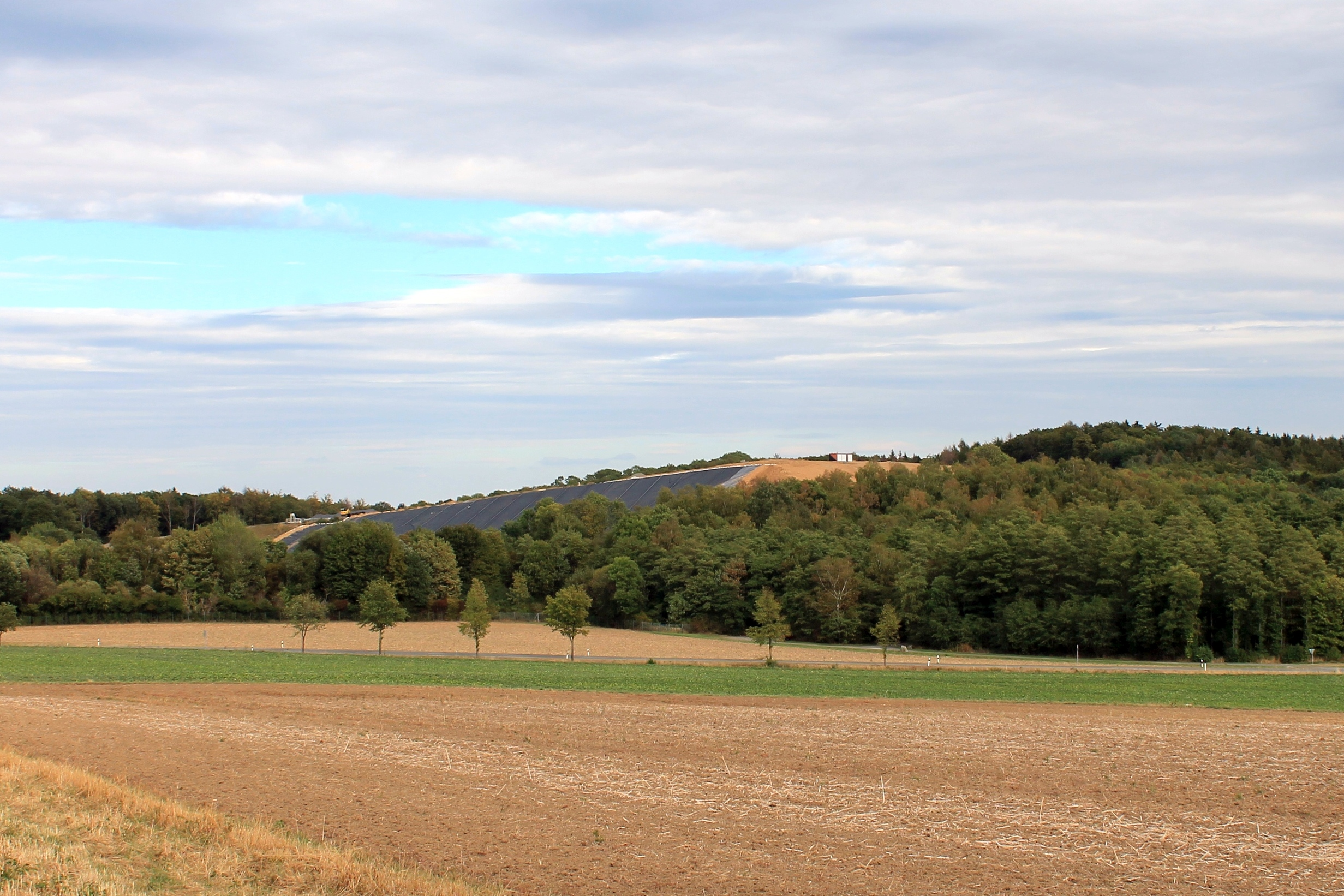
Deponie während der Abdeckarbeiten

Der Zechenplatz der Grube Morgenstern liegt östlich der Kreisstraße auf einer Hochfläche. Von den Tagesanlagen des Bergwerkes besteht nur noch das kombinierte Betriebsgebäude, das früher den Schacht und die Fördereinrichtungen beherbergte. An die ehemalige Funktion des Gebäudes erinnern im Dach die noch erkennbaren Abgänge für die Förderseile und die abgedeckte Aussparung für das Fördergerüst.
Anstelle des Tagebaueinschnittes erhebt sich östlich des Zechenplatzes die Müllhalde. Südlich davon liegt der noch vorhandene Morgensternteich.
Seit ca. Oktober 2017 werden Maßnahmen zur Abdeckung der Hausmülldeponie von Fachfirmen durchgeführt. Diese Maßnahmen werden unter anderem mit Boden, Folie und Mutterboden durchgeführt. Ferner werden Maßnahmen zur Oberflächenwasserableitung und Sammlung durchgeführt. Große Teile sind inzwischen saniert, und im Bereich der Altlast Florentz werden die Arbeiten voraussichtlich Ende 2020 beendet sein.[veraltet]